# GAC Fiat Chrysler Automobiles

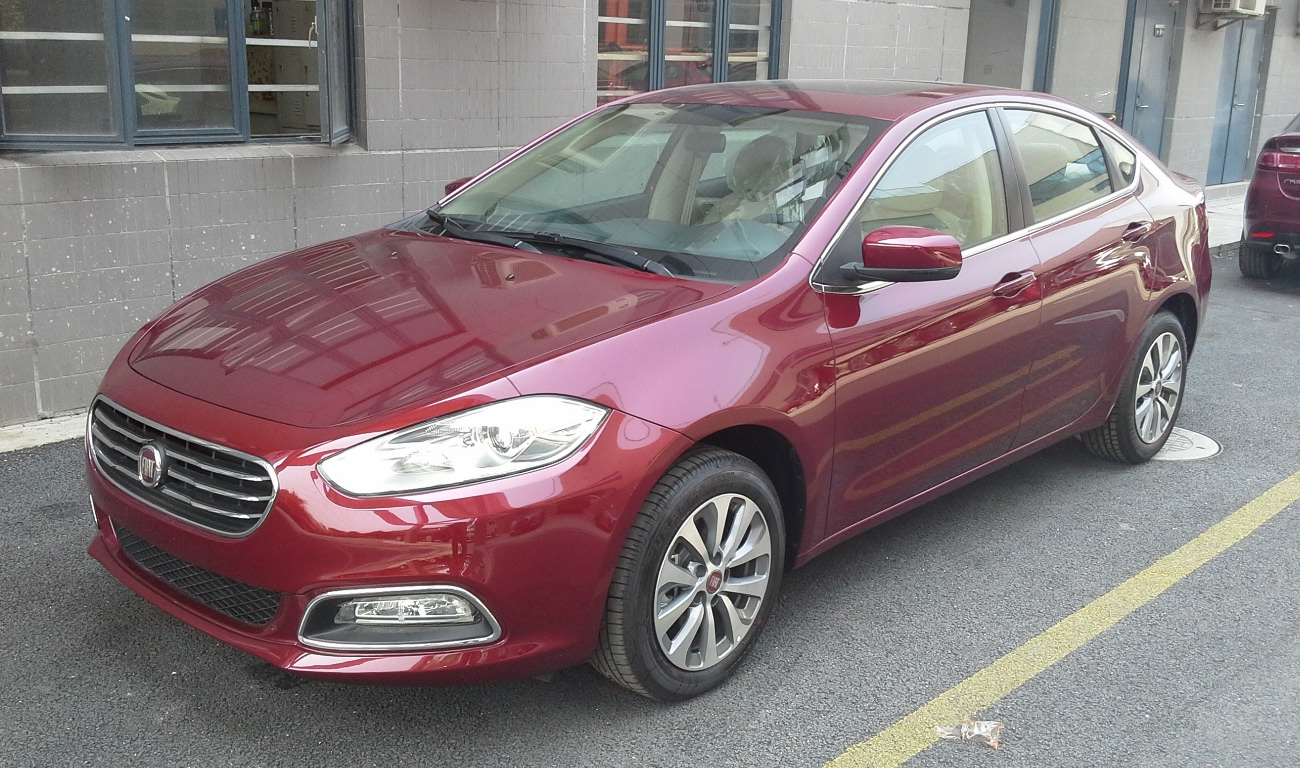
Fiat Viaggio, erstes von GAC FCA produziertes Modell

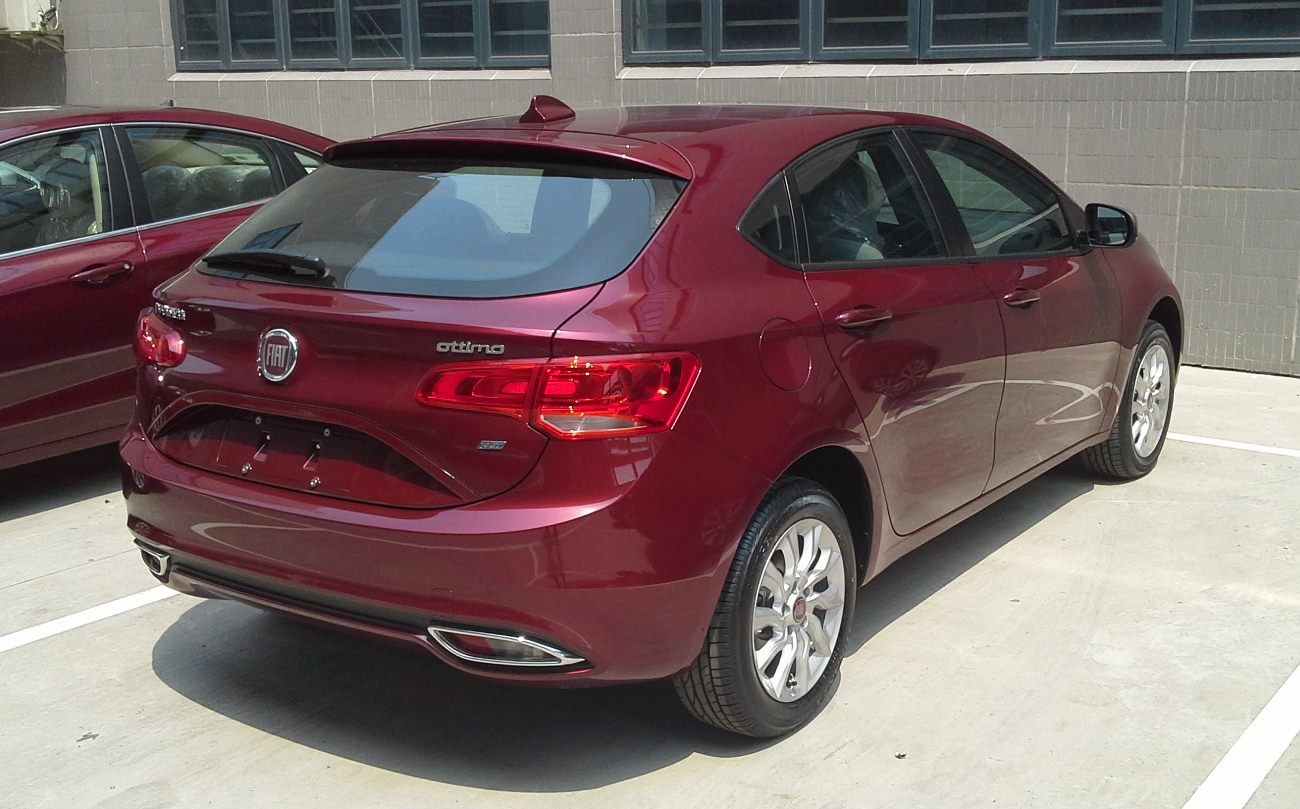
Fiat Ottimo, eine Schrägheckversion des Viaggio

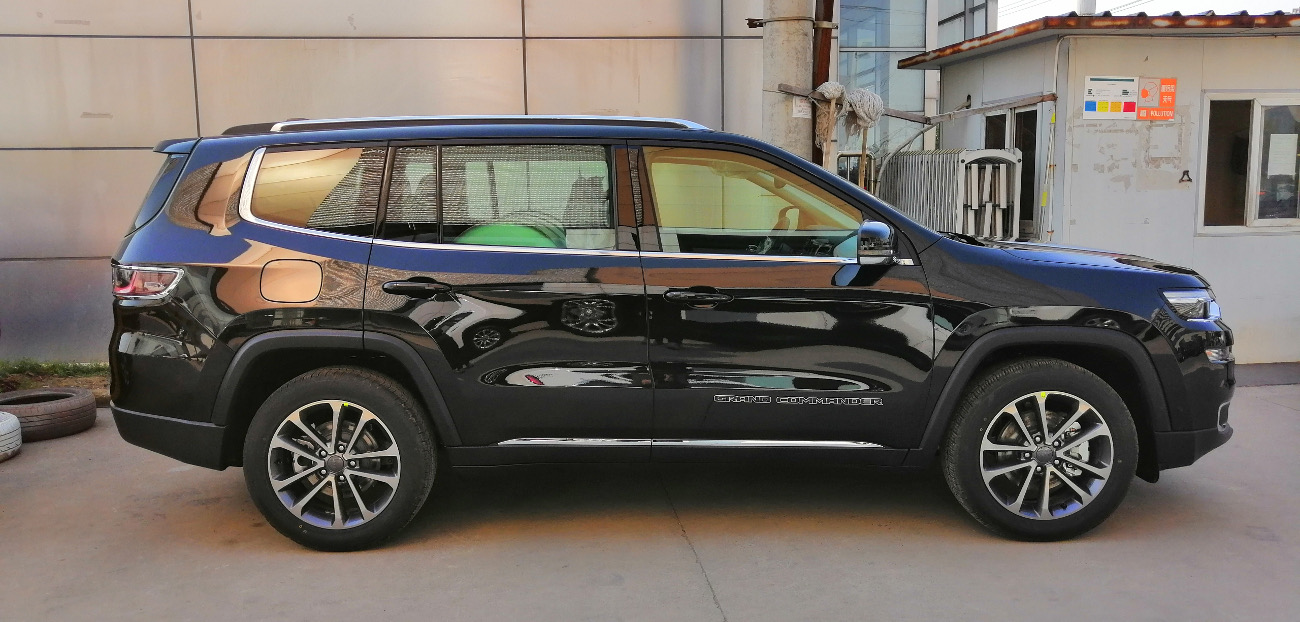
Jeep Grand Commander, ausschließlich für China produziertes SUV

GAC Fiat Chrysler Automobiles Co., Ltd. (kurz GAC FCA, vormals GAC Fiat Automobiles Co., Ltd.) war ein Automobilhersteller mit Sitz im chinesischen Changsha. Es war ein Joint Venture zwischen der Guangzhou Automobile Group und Fiat S.p.A.; Fiat S.p.A.ging 2014 durch Fusion im neuen Konzern Fiat Chrysler Automobiles (FCA) auf und dieser 2021 durch Fusion im Konzern Stellantis.
Bereits zuvor stellte das Unternehmen Nanjing Fiat Automobile von 1999 bis 2006 Fahrzeuge der Marke Fiat in China her.

## Geschichte
Das Unternehmen wurde am 9. März 2010 als GAC Fiat Automobiles Co., Ltd. gegründet. Beide Investoren beteiligten sich zu je 50 Prozent. Die Produktion des Werkes sollte während der ersten Phase bei 140.000 Fahrzeuge und 220.000 Motoren pro Jahr liegen. In der zweiten Phase sollte die Jahresproduktion dann schließlich auf 250.000 bis 300.000 Fahrzeuge gesteigert werden.
Im Juli 2022 wurde bekannt gegeben, dass sich der Stellantis-Konzern aus dem Joint Venture zurückzieht. Jeep-Modelle werden fortan in China importiert. Im Oktober 2022 meldete das Joint Venture Insolvenz wegen Überschuldung an. Stellantis erklärte, die Beteiligung sei bereits im ersten Halbjahr voll abgeschrieben worden. Am 8. Juli 2025 gab das Joint Venture seine Restrukturierungsunfähigkeit bekannt, woraufhin der Insolvenzverwalter beim Mittleren Volksgericht Changsha in der Provinz Hunan Insolvenz anmeldete.

## Modelle
Von 2012 bis 2017 wurden der auf dem Dodge Dart basierende Fiat Viaggio und ab 2013 dessen Schrägheckversion Fiat Ottimo nur für den chinesischen Markt hergestellt. Die Zulassungszahlen für Fahrzeuge der Marke Fiat in China enden 2019.
Ab 2015 wurde von GAC FCA der Jeep Cherokee hergestellt und vertrieben. Weitere hergestellte Jeep-Modelle waren der Renegade (ab 2016), der Compass (ab 2016) und der nur für China produzierte Grand Commander (ab 2018).